# Espéculo

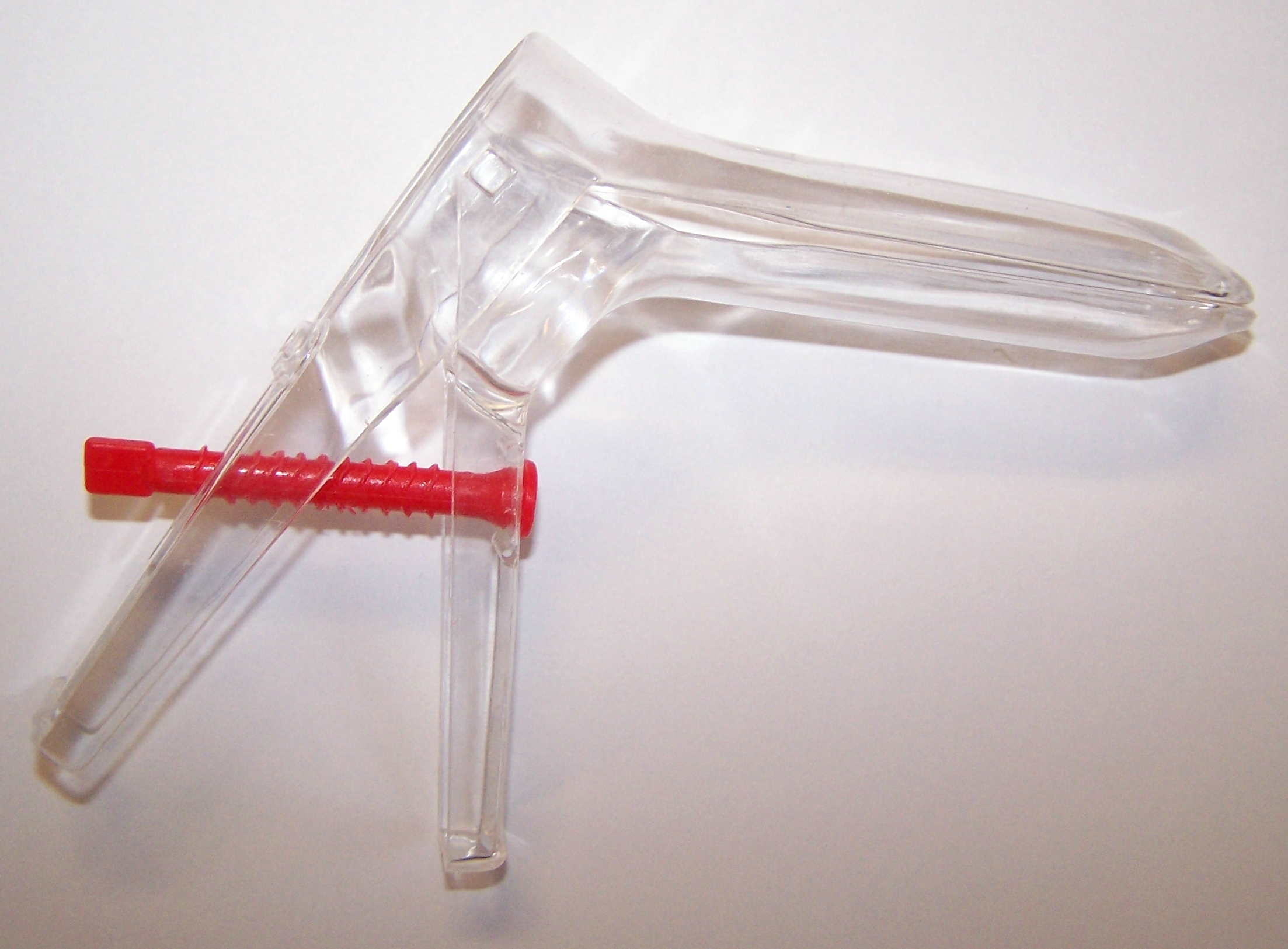
Espéculo vaginal de plástico.

Um espéculo é um instrumento com o qual o médico é capaz de enxergar, e examinar, o interior de uma cavidade do paciente, cuja forma dificulte essa abordagem direta.
Com objetivo semelhante ao endoscópio, difere na forma de visualização: o espéculo visa facilitar a visão do médico diretamente através do orifício, enquanto que o endoscópio utiliza uma fonte de luz e um visualizador de imagem.
Espéculos vaginais e anais já eram usados na Grécia Antiga e Roma Antiga.
Podem ser para uso vaginal, retal, nasal, auricular ou oral. Entretanto, o mais conhecido é o vaginal.